# 東郷町立東郷中学校
東郷町立東郷中学校（とうごうちょうりつとうごうちゅうがっこう）は、愛知県愛知郡東郷町にある公立中学校。

## 概要
- 東郷町立東郷小学校に隣接しており、かつては施設の一部は共用していた。
- 敷地内には1970年まで愛知県立旭丘高等学校東郷分校が設置されており、施設の一部は共用していた。

## 沿革
- 1947年（昭和22年）4月1日 - 東郷村立東郷中学校として開校。校舎は無く、東郷村立東郷小学校の校舎の一部を使用する。
- 1948年（昭和23年）8月9日 - 校舎が完成する。
- 1949年（昭和24年）
  - 2月8日 - 愛知県立旭丘高等学校東郷分校（昼間定時制）の設置が告示される。
  - 4月1日 - 愛知県立旭丘高等学校東郷分校が開校する。校舎は東郷村立東郷中学校と共用する。
- 1951年（昭和26年）11月17日 - 北校舎が完成する。
- 1954年（昭和29年）7月1日 - 東郷中学校敷地内に旭丘高等学校東郷分校の校舎が完成する。
- 1955年（昭和30年）11月26日 - 特別教室が完成する（旭丘高等学校東郷分校と共用）。
- 1961年（昭和36年）5月5日 - 体育館が完成する（旭丘高等学校東郷分校と共用）。
- 1962年（昭和37年）6月21日 - プールが完成する（東郷小学校と共用）。
- 1963年（昭和38年）4月1日 - 旭丘高等学校東郷分校が定時制から全日制に変更される。
- 1968年（昭和43年）2月 - 4月に愛知県立東郷高等学校が設置されるのに伴い、旭丘高等学校東郷分校の生徒募集を停止する。
- 1970年（昭和45年）
  - 3月2日 - 旭丘高等学校東郷分校の閉校式を行う。
  - 3月31日 - 旭丘高等学校東郷分校を廃止。旭丘高等学校東郷分校の校舎は東郷中学校校舎の一部となる。
  - 4月1日 - 東郷村が町制施行し東郷町となる。同時に東郷町立東郷中学校に改称する。
- 1973年（昭和48年）11月20日 - 新校舎（鉄筋コンクリート造4階建）が完成する。
- 1975年（昭和50年）10月3日 - 新体育館（中学校専用）が完成する。
- 1977年（昭和52年）8月17日 - 新プール（中学校専用）が完成する。
- 1978年（昭和53年）3月30日 - 校舎を増築する。
- 1979年（昭和54年）3月8日 - 武道場が完成する。
- 1983年（昭和53年）4月1日 - 東郷町立春木中学校を分離する。
- 1983年（昭和53年）4月1日 - 東郷町立諸輪中学校を分離する。

## 交通アクセス
- 名鉄バス星ヶ丘・豊田線・愛教大線「和合」バス停より徒歩約3分。

名鉄三河線豊田市駅より【51系統】「赤池駅」行。
名鉄豊田線・名古屋市営地下鉄鶴舞線赤池駅より【51系統】「豊田市」行。
名鉄名古屋本線知立駅より「日進駅」行。
名鉄豊田線日進駅より「知立駅」行。
- じゅんかい君北コース・南北コース・西コース「いこまい館」バス停より徒歩約3分。

## 周辺施設
- 東郷町役場
- 東郷町立東郷小学校
- 東郷町立諸輪小学校
- 東郷町立諸輪中学校
- イーストプラザいこまい館
- 東郷診療所（東郷町国民健康保険東郷診療所）
- 留愛東郷保育園
- 東郷旭丘幼稚園
- ららぽーと愛知東郷

## 著名な出身者
- 佐藤二朗（俳優）
- 林琢真（プロ野球選手 横浜DeNAベイスターズ）
- 馬瓜エブリン（女子バスケットボール選手）
- 井俣憲治（元東郷町長）